# Shilluk (monarchie)
La monarchie Shilluk, ou Läki Cøllø, est un ancien État d'Afrique de l'Est situé sur les rives du Nil Blanc et ayant Fachoda pour capitale et résidence royale. D'après les traditions locales, ce royaume apparait vers le milieu du XVIe siècle fondé par le premier souverain, le demi-dieu Nyikang. Les souverains animistes shilluk ont dû faire face à partir du XIXe aux assauts militaires des armées de l'empire ottoman puis à la colonisation britannique dans le cadre du Soudan anglo-égyptien. Le royaume shilluk n'existe plus aujourd'hui en tant qu'entité politique indépendante, mais seulement comme une chefferie traditionnelle en relation avec les autorités administratives de l'actuel Soudan du Sud.
La monarchie shilluk est un pouvoir politique sacré et divin qui garantit l'ordre social, cosmique et symbolique à travers des rituels fondés sur les mythes, les faits et les gestes de Nyikang, le premier roi (ou reth) shilluk. La monarchie shilluk et son système de pensée fut étudiée en 1911 par Charles Gabriel Seligman puis attachée au concept de « royauté sacrée » en 1916 par l'ethnologue britannique James George Frazer dans son ouvrage Le Rameau d'or.

## Géographie

### Situation

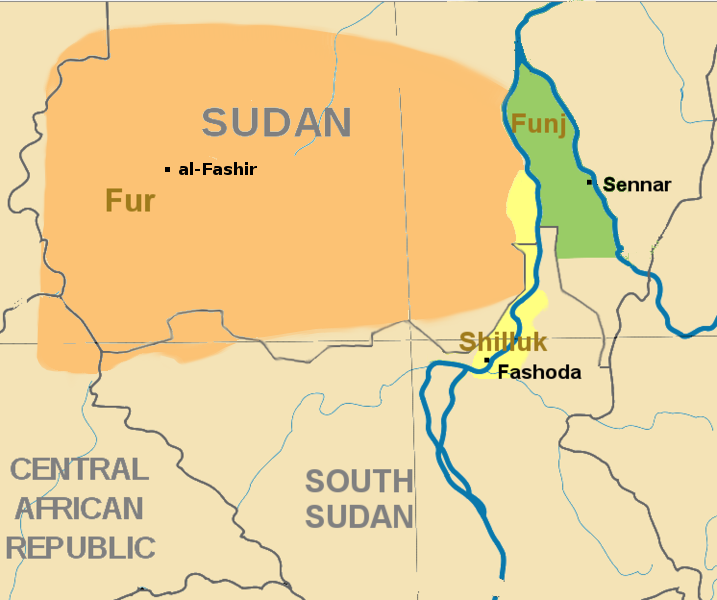
Localisation du pays Shilluk

Les Shilluk forment un peuple nilotique qui occupe une bande de terre située le long de la rive occidentale du Nil blanc, depuis le lac No et jusqu'à environ 12° de latitude Nord. Le peuple Shilluk dépend depuis 2011 de l'État du Soudan du Sud, année de sa sécession avec l'État du Soudan. Les Shilluk sont de la même souche que les Nuer et les Dinka qui sont leurs voisins au sud et à l'est. Cependant leur langue est plus proche de celle du peuple Anuak qui est installé près des rivières Baro et Pibor. 
Le nom Shilluk est la version en langue arabe du mot collo (ou chollo), terme dont usent les Shilluks pour se désigner eux-mêmes. Le singulier de collo est ocolo qui est manifestement lié avec le terme Acholi le nom d'une tribu équatorienne de l'Ouganda dont les Shilluk admettent une origine commune.
La plupart des peuples nilotique sud-soudanais, tels les Nuer et les Dinka pratiquent pour l'essentiel de leur subsistance l'élevage semi-nomadique des bovins, tandis que la culture des céréales ne tient que peu de place. Leur système social est très égalitariste et les troupeaux représentent une grande valeur symbolique. L'existence des Shilluk n'est pas bien différente mais les troupeaux occupent une place moindre dans leurs activités. Leur existence est beaucoup plus sédentaire car la frange de terre qu'ils occupent le long du Nil blanc est bien plus fertile qu'ailleurs dans la région. La culture de la céréale durra, une variété de Sorgho (millet), a fait d'eux un peuple d'agriculteurs relativement prospère en dehors des périodes de sécheresse prolongée. Au XIXe siècle, les Shilluk ont été estimés à environ 200 000 individus répartis dans des centaines de hameaux.

### Provinces historiques et religieuses
La Shillukland est divisé en deux provinces historiques, Luak dans le sud et Gerr (variante: Ger) dans le nord. Ces deux provinces sont aussi connues, respectivement, sous les noms de Gol Nyikang et Gol Dhiang. 
Ces deux derniers termes sont maintenant tombés en désuétude et n'apparaissent plus que lors des cérémoniels religieux ; par exemple, durant l'intronisation d'un nouveau roi. La frontière entre les deux provinces est fixée sur le khor Arepejur qui se jette dans le Nil Blanc au sud de Fachoda, la capitale religieuse. Traditionnellement, le chef du village de Debalo exerce la fonction de chef de Luak, tandis que le chef du village de Golbany est le chef de Gerr. Avec ces deux chefs, le chef du Muomo (variante: Mwomo) dans l'extreme nord et le chef de Tonga dans l'extreme sud sont les quatre plus hauts dignitaires du Shillukland après le roi.
L'origine du nom de la province méridionale Gol Nyikang est limpide. Le mot gol signifie « foyer, domicile » et par extension « famille » qui est la plus petite unité sociale de l'ethnie. Or, le Shillukland a été colonisé par Nyikang lui-même depuis le sud. Un des plus grands temples dédiés à Nyikang se trouve à Panyikang (le village de Nyikang) et ce complexe semble avoir été à l'origine son domicile personnel ; le Gol Nyikang est donc « le Territoire de Nyikang ».
Le nom de la province septentrionale Gol Dhiang signifie littéralement « le Territoire de la Vache ». La tradition orale rapporte qu'à la mort de Tokoc, le neuvième roi, survenue vers 1690 après une trentaine d'années de règne, tous les Shilluk n'acceptèrent pas son fils Tugo en tant que légitime successeur. Les récalcitrants appelèrent la reine Abudok, la fille de Buoc (le septième roi), pour qu'elle règne à la place de son neveu. Tugo qui vivait alors à Athokong (village situé dans la province du sud) décida de partir avec ses partisans et avec le troupeau royal qu'il avait hérité de son père. Il entra dans la province du nord et fonda le village de Padhiang, c'est-à-dire « le village de la vache » près de l'actuelle Kodok. Quelque temps plus tard, Tugo fonda le village de Fachoda c'est-à-dire « le village des bœufs sans cornes ». Les chefs du nord, qui n'avaient pas été consultés quant au choix de la reine Abudok, se fédérèrent autour de la personne de Tugo. Mais Abudok décida de rencontrer Tugo à Fachoda. Les deux partis se réconcilèrent et Abudok fut obligée de renoncer à la royauté. Après cette rencontre, Tugo fit cadeau à Abudok d'un taureau qui fut aussitôt sacrifié par cette dernière pour sceller la paix retrouvée. Par ce geste, la reine donna à la province nord son nom de Gol Dhiang, c'est-à-dire « le territoire du taureau qui vient d'être tué ». Plus tard, Tugo installa ses partisans dans le village de Golbany et son chef fut instauré en tant que responsable de la province Gol Dhiang.

## Sociologie

### Structure sociale

#### Lignage (Kwa)
Le mot Kwa signifie « grand-père » ou « ancêtre ». Les mots Kwaro et Kwar ont le même sens mais peuvent aussi signifier le contraire à savoir « petit-enfant » et « descendant ». Suivi du nom d'un ancêtre Kwar ou Kwa sont les équivalents en langue shilluk de nos mots « lignage » et « clan »; Kwar Okel désigne ainsi tous les descendants d'Okel même si ce personnage est mythique. Plus d'une centaine de lignages ont été remarqués. Tout individu sait à quel lignée il appartient, même si le lignage du fait de l'exogamie a cessé de posséder, a des fins pratiques, toute unité. Aussi, aucun lignage ne possède de chef et tout groupement de hameaux (Podh) est composé de plusieurs lignages.
Quelques lignages:
- Kwa Ajal, fut fondé par Jal, un compagnon d'exil de Nyikang.
- Kwa Mon, fut fondé par Mon, un serviteur que Nyikang rencontra à son arrivée dans le pays Shilluk.
- Kwa Ju, fut fondé par Ju un demi-frère de Nyikang.
- Kwa Tuki, fut fondé par un esprit que Nyikang trouva dans une rivière.
- Kwa Tuga, fut fondé par Tuga, un arabe dont Nyikang épousa la sœur.

#### Regroupement (Podh)

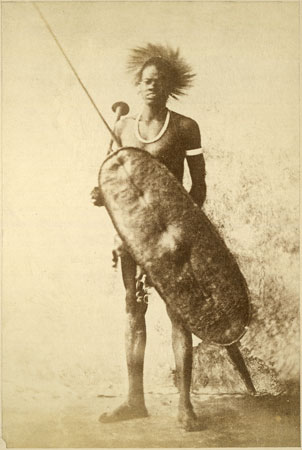
Guerrier Shilluk.

Le terme podh peut désigner toute la contrée Shilluk, un regroupement ou une fédération de regroupements. Cependant dans son acceptation la plus courante le podh sert à désigner un groupe de villages habités par plusieurs lignages fédérés dans un but de défense mutuelle et placés sous l'autorité d'un unique chef. Cette fédération de hameaux est la base de la structure tribale des Shilluk. Le pays en compte plus d'une centaine dont l'importance en termes de population peut varier du simple au sextuple. 
Ces regroupements n'apparaissent parfois que comme de simple aire géographique et comme un agrégat hétéroclite de plusieurs lignages concurrents. Avant et durant la colonisation britannique, ces lignages se sont unifiés sous la menace des guerres tribales. Mais durant les temps de paix, ces communautés voyaient leur unité se dissoudre du fait des rivalités internes. Les individus étant déchirés entre leur allégeance au chef du podh et leur appartenance à leur lignage (kwar).
Originellement, Nyikang a accordé à chaque lignage un territoire podh. Si cette lignée existe toujours, elle est considérée comme le propriétaire du sol. Cette famille est alors connue sous le terme de dyil. Les autres lignées, issues des migrations postérieures sont nommées sous le terme wedh. Si le lignage dyil s'éteint, les droits passent au second plus ancien lignage. En théorie le lignage dyil fournit au podh son chef. Mais l'autorité peut aussi revenir au lignage le plus important en terme numérique. Dans ce cas de figure, le lignage d'origine conserve son prestige et ses droits de propriété du sol. Certains regroupements, tel l'Odong Fanyikang, ont adopté un système de rotation de l'autorité entre les deux ou trois plus importantes lignées.

#### Hameau (pac)

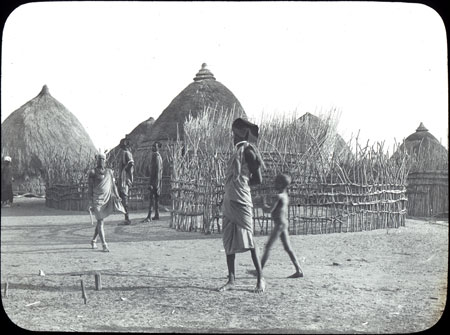
Un hameau Shilluk vers 1910. Photographie de Charles Seligman.

À l'intérieur de chaque regroupement podh, le hameau (singulier: pac, pluriel: myer) est une unité homogène. Le hameau n'est habité que par des individus issus d'une même lignée. Certains hameaux sont très petits et ne consistent qu'en une seule habitation, d'autres peuvent en compter plus de cinquante. Dans tous les cas, le hameau n'est qu'une famille au sens le plus large. L'habitation traditionnelle gol consiste en deux huttes entre lesquelles un petit espace est clos par une barrière faite avec des tiges de millet ou avec de grossières nattes d'herbacées. Ces habitations sont construites autour d'un vaste enclos commun qui sert à garder les chèvres et les vaches du hameau. À l'intérieur de cet espace, une grande hutte (luak) est généralement construite pour abriter le bétail lors des pluies. Tout le long de l'année, cette hutte sert aussi d'auberge pour les hôtes étrangers et de maison communale. La hutte geu, de taille normale et sans barrière de protection, sert de dortoir commun pour tous les hommes célibataires. Dans cette hutte sont entreposées les cendres du fumier dont les hommes se couvrent pour se protéger des rayons du soleil caniculaire et contre  les piqures des insectes (mouches, moustiques).

#### Famille (gol)
Par extension le terme gol (habitation) désigne la « famille ». Dans ce dernier sens, le gol est la plus petite unité du peuple Shilluk. Un homme célibataire ne possède pas sa propre habitation. Les individus non-mariés sont attachés au gol de leur père. Si ce dernier est mort, le célibataire adhère au gol de son frère marié le plus âgé ou, à défaut, au frère marié du père décédé. Le propriétaire de l'habitation est le chef de sa famille et le responsable de ses habitants. En outre, il possède aussi le troupeau familial. Et puisque le remède traditionnel à toute infraction ou crime est un paiement en bétail, il s'ensuit que le chef familial est tenu responsable de la faute et non le malfaiteur lui-même.

### Groupes sociaux

#### Kwareth
Le peuple Shilluk est divisé en quatre classes ou groupes de clans. Le Kwareth (kwa=ancêtre et reth=roi) est le clan royal formé par les descendants de Nyikang et le roi Shilluk en est naturellement issu. Ce groupe plus que tous les autres s'est largement diffusé dans toute la contrée Shilluk ; ses membres ayant un plus grand nombre d'épouses. Il n'a pas d'autorité politique mais forme une sorte d'aristocratie. À l'intérieur de cette classe, les membres portent l'un des quatre titres suivants :
- Reth: le roi régnant qui doit forcément être le fils de l'un des précédents rois.

- Nyireth: fils ou fille du roi vivant ou mort.

- Nyareth (ou Nyinyireth): fils d'un Nyireth.

- Kwar Nyireth: petit-fils d'un Nyireth[10].

#### Ororo

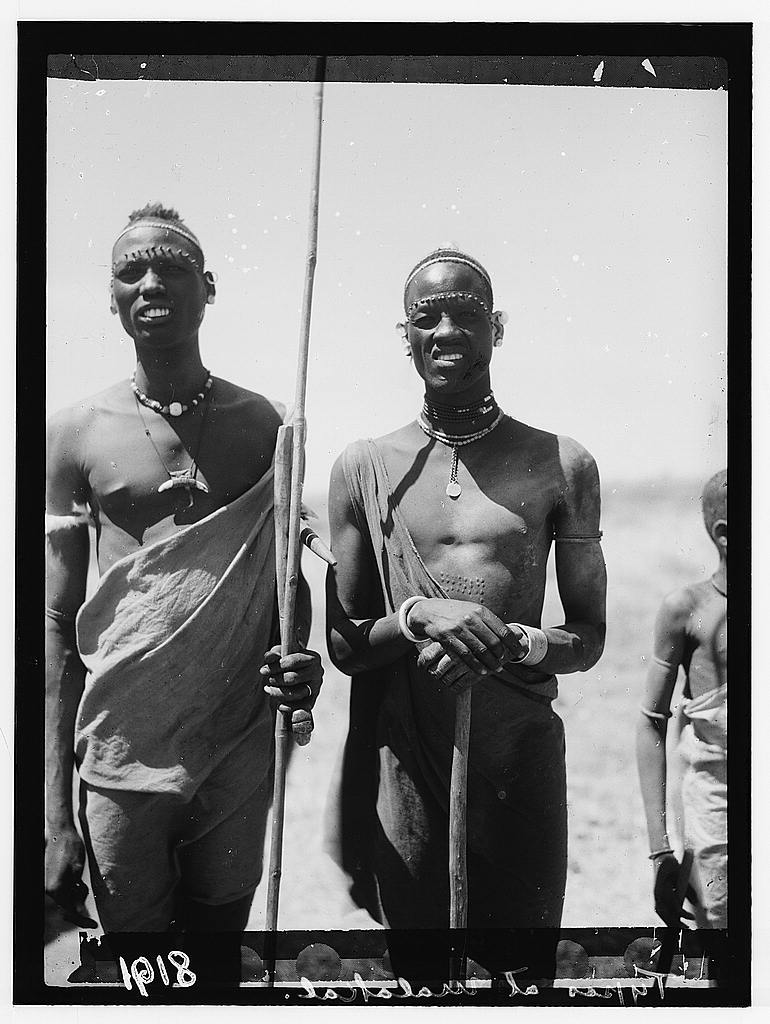
Deux hommes Shilluk en 1936.

Les Ororo constituent une branche de la lignée royale qui a perdu ses droits à la succession monarchique. Les Shilluks disent d'eux qu'« ils sont de vrais Kwar Reth mais sont comme des Collo ». Ses membres ne diffèrent pas du reste de la population mis à part leurs importantes fonctions rituelles en lien avec la royauté.
Au temps du roi Odak, les Shilluk ont été vaincus à Detang après une bataille contre les Anuaks. Compte tenu de ce revers, il fut décidé lors d'un conseil de guerre, contre la coutume, d'engager tous les fils royaux dans le combat le jour suivant. Tous traversèrent la rivière pour livrer bataille à l'exception du prince Duwat. Tous furent tués et  Duwat devint roi et dégrada tous les fils des princes défunts et en fit des Collo. De ce fait seuls les descendants de Duwat peuvent prétendre à intégrer la classe des Kwa Reth. Les relégués furent surnommés Ororo terme qui signifie « fils d'une foule de jeunes filles ».

#### Collo (Chollo)
Ce nom regroupe la plus grande partie du peuple Shilluk. Cette classe est constituée par la plupart des clans Shilluk. Ses membres sont soit les descendants des collatéraux de Nyikang (clans Jur, Othou ou Okel), soit les descendants des compagnons d'exil de Nyikang (clans Abogo, Muol, Nyileng ou Ojul), soit les descendants d'individus d'autres peuples qui ont migré et qui se sont installés en pays Shilluk (comme le clan Jung originellement Dinka), soit les descendants des peuples installés en pays Shilluk avant l'arrivée de Nyikang (clan Oman).

#### Bang Reth
Les Bang Reth constituent le personnel attaché au service du roi, de ses épouses royales et des veuves des rois défunts. Ces derniers sont hérités par le nouveau roi. Ce sont les descendants des esclaves capturés lors de raids ou des volontaires placé sous la protection du roi en raison d'un crime de sang.

## Histoire

### Origines et migrations
Les Shilluk font traditionnellement remonter leur culture et leurs origines à un héros dénommé Nyikang. Ce dernier fut le fils de Okwa un roi qui a régné sur un pays situé « très loin au sud près d'un grand lac », peut être le Lac Albert près duquel vivent les Acholis. À la suite du décès de Okwa, Nyikang entre en conflit avec son frère Duwadh, le successeur légitime au trône. Nyikang quitte sa patrie avec des gens de sa suite et tous émigrent vers le nord-est vers un lieu nommé Wau et situé près du Bahr el Ghazal (ou en français : « la rivière aux gazelles »). En ce pays connu par les Shilluks sous le nom de Pothe Thuro, Nyikang épouse la fille de Dimo, le roi-magicien local. Vers l'année 1550, après un conflit avec Dimo, Nyikang émigre à nouveau vers le nord, traverse le Bahr el Ghazal, et arrive à Acietagwok, un village shilluk localisé à une trentaine de kilomètres à l'ouest de la bourgade de Tonga. Nyikang longe ensuite la rive gauche pour arriver à Nyilual ; une contrée inhabitée à l'ouest de l'actuelle ville de Malakal.

### Apogée du royaume shilluk

#### Conflits frontaliers

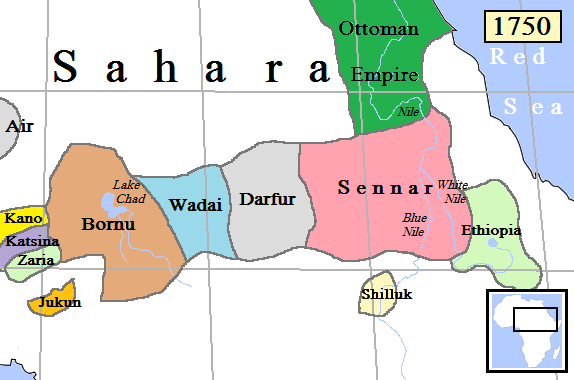
Les États de l'Afrique de l'Est vers 1750

Au XVIIe siècle, pour s'assurer un surplus de ressources, les Shilluks procédèrent à des raids et à des pillages chez les populations voisines du Nord et du Sud, le long du Nil Blanc. Ces pillages furent ordinairement organisés par les chefs des Podh (regroupements de villages). Le roi shilluk ne faisait pas exception, car il n'était alors qu'un de ces chefs de bande. Le Reth installé au Sud du pays Shilluk dirigeait alors ses guerriers vers l'amont du fleuve en région Dinka. Se réservant la plus grande part des rapines, le Reth accroit ses possessions et donc son influence sur le pays Shilluk à travers ses hommes armés, les Bath Reth. Concernant cette époque des points restent obscurs. On n'a toujours pas établi si le Reth est une figure unique issue d'une seule dynastie ou si, au contraire, de multiples Reth ont coexisté ensemble. Si l'on retient cette dernière hypothèse, il se pourrait que la lignée contemporaine aurait amalgamé dans sa généalogie une dizaine de dynasties différentes.
Entre le règne du roi Odak Ochollo (vers 1600-1635) et 1861, les Shilluk tentent de contrôler militairement leur frontière Nord. La portion de la vallée du Nil Blanc située entre les bourgades de Muomo et d'Asalaya est peu favorable à l'agriculture. Cependant la savane fournit en abondance des denrées comme le gibier, le poisson et le miel. Pour maitriser le commerce sur le Nil Blanc, Odak Ochollo s'allie et soutient le Darfour dans sa lutte contre l'ethnie Funj du Sultanat de Sennar.
Vers 1630, les Dinka établis au sud et à l'ouest du pays Shilluk envahissent le sud du Sultanat de Sennar. La progression des Dinka se maintient tout le long des XVIIe et XVIIIe siècles en direction de la région de la Gézira. Devant cette modification des équilibres stratégiques, les Shilluk et les Funj unissent leurs forces contre les Dinka et parviennent à les contenir militairement. Cette époque marque les débuts d'une politique où les Shilluk nouent des liens d'interdépendance économique avec d'autres groupes (Funj, Arabes, marchands européens, Mahdistes) pour exploiter servilement les Dinka.

#### Âge d'or de la monarchie Shilluk
Après 1650, la population Shilluk, malgré sa diversité, voit apparaitre en son sein un sentiment d'unité nationale. Ce phénomène s'accompagne d'un renforcement de l'autorité monarchique.  Le Reth (roi) à travers une administration plus centralisée instaure alors un monopole sur les ressources économiques et sur les flux commerciaux. Ce centralisme monarchique s'explique surtout par les succès militaires des forces shilluk menées par le roi Dhokoth (vers 1670-1690). Les pillages se font en aval du Nil Blanc en territoire Dinka mais aussi vers l'ouest vers les Monts Nouba. En 1684, une sécheresse détruit les récoltes shilluk. Poussés par la faim, de nombreux hommes prennent les armes et descendent le fleuve vers les populations arabisées de l'actuel Soudan. Ces pillages orchestrés depuis le fleuve à l'aide de pirogues marquent les esprits des victimes ; le Nil Blanc devient à leurs yeux le Bahr Scheluk (ou en français, la « rivière des Shilluk »). Le roi Tugo (vers 1690-1710), fils de Dhokoth, fonde le village de Fachoda et en fait la résidence permanente des rois Shilluk où se mettent en place des rituels compliqués lors des cérémonies d'investitures.
Au XVIIIe siècle, le Sultanat de Sennar des Funj disparait de la scène politique soudanaise. Les rois Shilluk profitent de cette occasion pour renforcer leurs positions sur les frontières du Nord. Le commerce caravanier est alors sous l'influence des souverains Shilluk.
Ces derniers s'enrichissent grâce au service de navette qu'ils mettent à la disposition des marchands quand ces derniers désirent traverser le Nil Blanc à Asalaya lors de leurs voyages entre Sennar et El Obeid.

#### Déclin du royaume Shilluk
En 1786, le Sultanat de Sennar des Funj amorce une période d'un irrémédiable déclin. Le sultan Adlan II est déposé par les Hameg une tribu établie au sud de la ville de Er Roseires. Il s'ensuit une période d'une trentaine d'années d'anarchie où les Hameg du Sheikh Nasser dévastent la région par leurs pillages incessants. En 1820, le vice-roi d'Égypte Méhémet Ali entreprend de conquérir le Soudan. La même année, les troupes turco-égyptienne d'Ismail Pacha mettent définitivement fin au sultanat des Funj. À partir de là, la confrontation entre Ottomans et Shilluk devient inévitable. Entre 1820 et 1830, tout le Soudan est conquis par l'Empire ottoman. À partir de 1821, malgré la résistance des Shilluk, la frontière Nord de leur royaume ne cesse de reculer vers le Sud. Les Shilluk souffrent sérieusement des raids menés par les Arabes et les Turcs, entrepris dans le but de leur voler du bétail et des esclaves. À la même époque, sous le règne du reth Nyakwaa (vers 1780-1820), les Dinka et les Nuer traversent massivement la rivière Sobat ce qui fait perdre aux Shilluk la totale maîtrise du Nil Blanc.

## Religion traditionnelle

### Juok, le dieu amoral
Dans la pensée shilluk, Juok est l'être le plus puissant qui puisse exister. Mais ce dieu est vu comme distant et amoral. Juok est une notion qui explique tout ce qui est vu comme inexplicable et incompréhensible à l'esprit humain. Tous les phénomènes surnaturels, bon ou mauvais, lui sont attachés. Il est le créateur du monde mais reste très éloigné des humains. Ces derniers ne sont pas capable d'entrer en contact avec lui. Les catastrophes naturelles (sécheresse, inondation) sont perçues comme étant ses manifestations.

### Niykang, le héros culturel

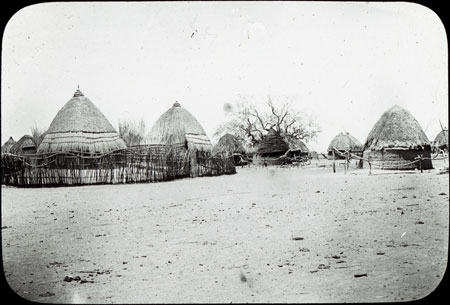
Sanctuaire de Niykang à Akurwa en 1910. Photographie de Charles Seligman.

N'étant pas capable d'entrer directement en contact avec le dieu Juok, les Shilluk ont érigé le roi Nyikang comme intercesseur entre eux et Juok. La distinction entre Juok et Nyikang n'est pas très clairement établie. Si l'on peut dire que Nyikang est Juok ; on ne peut pas dire que Juok est Nyikang. Nyikang est une figure mythologique propre à la pensée shilluk. Ce personnage est le héros et le chef de la tradition shilluk, il est le premier roi et le fondateur de la famille royale.

### Reth, le roi intercesseur
Les Shilluk pensent que lors de la cérémonie de l'intronisation, l'âme de Nyikang se réincarne dans le nouveau roi (« reth » en langue Shilluk). Le roi, en s'appropriant Nyikang, devient un médium entre son peuple et le dieu Juok, entre l'humanité et la divinité. À travers les rituels religieux, mais aussi par sa seule existence, le roi contrôle et régule la bonne fortune et la fertilité du peuple shilluk. Le souverain est le personnage central de la religion traditionnelle et le symbole de l'unité politique du peuple. En tant que manifestation vivante du héros Nyikang, le roi est le responsable spirituel et temporel des Shilluk.

## Mythologie

### Naissance et famille de Nyikang

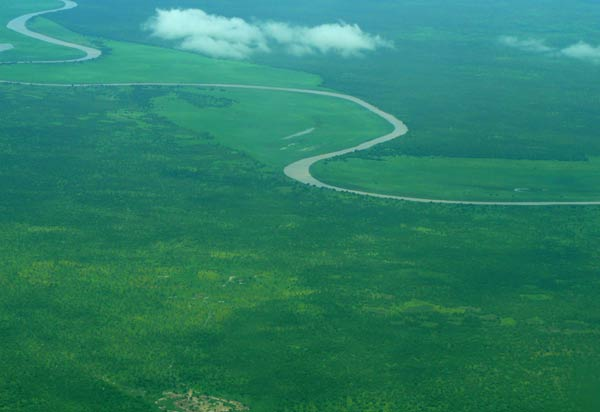
La rivière Sobat.

Les Shilluk, comme d'autres peuples nilotiques n'accordent pas une grande importance aux mythes de la création de l'univers (ou cosmogonie). L'époque la plus loin lointaine est un fait historique élevé en mythe ; le règne du roi Nyikang. Les origines de ce personnage sont divines. Une vache blanche (ou grise) nommée dean aduk enfanta une gourde. Quand cette dernière se fendit, il en jaillit des animaux ainsi qu'un homme prénommé Kolo. Kolo engendra Omaro, qui engendra Wat Mol, qui engendra Okwa,. 
Un jour Okwa se rendit sur les rives d'un fleuve. Là, il aperçut deux magnifiques jeunes femmes, Nyakaya  et Ongwat, qui étaient en train de sortir des eaux. Elles avaient de longs cheveux mais une partie de leur corps avait la forme d'un crocodile. Okwa se saisit d'elles et les emmena de force avec lui. Leurs cris alertèrent leur père Odiljil qu'Okwa n'avait pas vu avant de commettre son méfait. Odiljil était un homme du côté droit mais un crocodile du côté gauche. Après quelques discussions, Odiljil consentit à donner ses deux filles à Okwa. Nyakaya enfanta plusieurs enfants dont Nyikang. Selon certains dires Nyikang est son fils aîné mais selon d'autres il n'est que son benjamin. Une autre tradition fait de Nyikang le jumeau de son frère Duwat. Parmi les enfants de Nyakaya, on connait aussi Omoi, un autre fils, ainsi que des filles ; Ad-Dui, Ari-Umker et Bunyung. Ongwat, la seconde épouse d'Okwa, enfanta un fils prénommé Ju (ou Bworo). Okwa épousa une troisième femme qui enfanta un garçon nommé Duwat. On connait aussi Dimo en tant que fils d'Okwa.
Une croyance populaire a fait du site de confluence de la rivière Sobat avec le Nil blanc la résidence de Nyakaya.

### Exil de Nyikang
À la mort d'Okwa, débuta une querelle entre Duwat et Nyikang à propos de la succession à la royauté. Duwat obtint la royauté mais Nyikang refusa de lui prêter allégeance. Aussi décida-t-il de quitter sa contrée natale et de rechercher un nouveau pays. Nyikang fut accompagné par des membres de sa famille. Cependant les noms varient selon les différentes versions du mythe. On peut mentionner ses frères Omoi et Ju et quelques-unes de leurs sœurs.
Alors que Nyikang s'apprêta à partir, Duwat l'interpela en lui demandant de regarder derrière lui. En disant cela, Duwat lança un long bâton aiguisé vers son demi-frère. Par ce geste, Duwat lui signifia que les migrants partaient vers une contrée mortelle. Mais Nyikang prit le bâton et décida de l'utiliser comme un outil agricole dans le but de planter les cultures.
Le groupe de migrants, après bien des jours de voyage, arriva dans le pays Tura, une contrée gouvernée par le roi-magicien Dim. Là, Nyikang épousa la fille de Dim qui lui donna un fils turbulent et machiavélique, le prénommé Dak. 
Les fuyards s'installèrent finalement près du site où la rivière Sobat conflue avec le Nil blanc et fondèrent le pays Shilluk.

## Généalogie des rois Shilluk
|  |  |  |  |  |  |  |  |                                          |                                          |                                          |                                          | (1) Nyikang Fondateur du royaume Shillukvers 1530 |                                          |  |  |                        |                        |                         |                         |                         |                         |                         |                         |                                           |                                           |                                                               |                                                               |                                                               |                                                               |                                                               |                                                               |                                           |                                           |                                           |                                           |                                           |                                           |  |  |  |  |  |  |  |  |  |  |  |  |  |  |  |  |  |  |  |  |
|  |  |  |  |  |  |  |  |                                          |                                          |                                          |                                          |                                                   |                                          |  |  |                        |                        |                         |                         |                         |                         |                         |                         |                                           |                                           |                                                               |                                                               |                                                               |                                                               |                                                               |                                                               |                                           |                                           |                                           |                                           |                                           |                                           |  |  |  |  |  |  |  |  |  |  |  |  |  |  |  |  |  |  |  |  |
|  |  |  |  |  |  |  |  |                                          |                                          |                                          |                                          |                                                   |                                          |  |  |                        |                        |                         |                         |                         |                         |                         |                         |                                           |                                           |                                                               |                                                               |                                                               |                                                               |                                                               |                                                               |                                           |                                           |                                           |                                           |                                           |                                           |  |  |  |  |  |  |  |  |  |  |  |  |  |  |  |  |  |  |  |  |
|  |  |  |  |  |  |  |  | (2) CalXVIe siècle                       | (2) CalXVIe siècle                       | (2) CalXVIe siècle                       | (2) CalXVIe siècle                       | (2) CalXVIe siècle                                | (2) CalXVIe siècle                       |  |  |                        |                        | (3) DakXVIe siècle      | (3) DakXVIe siècle      | (3) DakXVIe siècle      | (3) DakXVIe siècle      | (3) DakXVIe siècle      | (3) DakXVIe siècle      |                                           |                                           |                                                               |                                                               |                                                               |                                                               |                                                               |                                                               |                                           |                                           |                                           |                                           |                                           |                                           |  |  |  |  |  |  |  |  |  |  |  |  |  |  |  |  |  |  |  |  |
|  |  |  |  |  |  |  |  | (2) CalXVIe siècle                       | (2) CalXVIe siècle                       | (2) CalXVIe siècle                       | (2) CalXVIe siècle                       | (2) CalXVIe siècle                                | (2) CalXVIe siècle                       |  |  |                        |                        | (3) DakXVIe siècle      | (3) DakXVIe siècle      | (3) DakXVIe siècle      | (3) DakXVIe siècle      | (3) DakXVIe siècle      | (3) DakXVIe siècle      |                                           |                                           |                                                               |                                                               |                                                               |                                                               |                                                               |                                                               |                                           |                                           |                                           |                                           |                                           |                                           |  |  |  |  |  |  |  |  |  |  |  |  |  |  |  |  |  |  |  |  |
|  |  |  |  |  |  |  |  |                                          |                                          |                                          |                                          |                                                   |                                          |  |  |                        |                        |                         |                         |                         |                         |                         |                         |                                           |                                           |                                                               |                                                               |                                                               |                                                               |                                                               |                                                               |                                           |                                           |                                           |                                           |                                           |                                           |  |  |  |  |  |  |  |  |  |  |  |  |  |  |  |  |  |  |  |  |
|  |  |  |  |  |  |  |  | (4) NyidoroXVIe siècle                   | (4) NyidoroXVIe siècle                   | (4) NyidoroXVIe siècle                   | (4) NyidoroXVIe siècle                   | (4) NyidoroXVIe siècle                            | (4) NyidoroXVIe siècle                   |  |  |                        |                        | (5) Odak Ocolo1600-1635 | (5) Odak Ocolo1600-1635 | (5) Odak Ocolo1600-1635 | (5) Odak Ocolo1600-1635 | (5) Odak Ocolo1600-1635 | (5) Odak Ocolo1600-1635 |                                           |                                           |                                                               |                                                               |                                                               |                                                               |                                                               |                                                               |                                           |                                           |                                           |                                           |                                           |                                           |  |  |  |  |  |  |  |  |  |  |  |  |  |  |  |  |  |  |  |  |
|  |  |  |  |  |  |  |  | (4) NyidoroXVIe siècle                   | (4) NyidoroXVIe siècle                   | (4) NyidoroXVIe siècle                   | (4) NyidoroXVIe siècle                   | (4) NyidoroXVIe siècle                            | (4) NyidoroXVIe siècle                   |  |  |                        |                        | (5) Odak Ocolo1600-1635 | (5) Odak Ocolo1600-1635 | (5) Odak Ocolo1600-1635 | (5) Odak Ocolo1600-1635 | (5) Odak Ocolo1600-1635 | (5) Odak Ocolo1600-1635 |                                           |                                           |                                                               |                                                               |                                                               |                                                               |                                                               |                                                               |                                           |                                           |                                           |                                           |                                           |                                           |  |  |  |  |  |  |  |  |  |  |  |  |  |  |  |  |  |  |  |  |
|  |  |  |  |  |  |  |  |                                          |                                          |                                          |                                          |                                                   |                                          |  |  |                        |                        |                         |                         |                         |                         |                         |                         |                                           |                                           |                                                               |                                                               |                                                               |                                                               |                                                               |                                                               |                                           |                                           |                                           |                                           |                                           |                                           |  |  |  |  |  |  |  |  |  |  |  |  |  |  |  |  |  |  |  |  |
|  |  |  |  |  |  |  |  | (6) Duwat1635-1650                       | (6) Duwat1635-1650                       | (6) Duwat1635-1650                       | (6) Duwat1635-1650                       | (6) Duwat1635-1650                                | (6) Duwat1635-1650                       |  |  |                        |                        |                         |                         |                         |                         |                         |                         |                                           |                                           | Pyem et autres fils tués lorsd'une bataille contre les Dinka. | Pyem et autres fils tués lorsd'une bataille contre les Dinka. | Pyem et autres fils tués lorsd'une bataille contre les Dinka. | Pyem et autres fils tués lorsd'une bataille contre les Dinka. | Pyem et autres fils tués lorsd'une bataille contre les Dinka. | Pyem et autres fils tués lorsd'une bataille contre les Dinka. |                                           |                                           |                                           |                                           |                                           |                                           |  |  |  |  |  |  |  |  |  |  |  |  |  |  |  |  |  |  |  |  |
|  |  |  |  |  |  |  |  | (6) Duwat1635-1650                       | (6) Duwat1635-1650                       | (6) Duwat1635-1650                       | (6) Duwat1635-1650                       | (6) Duwat1635-1650                                | (6) Duwat1635-1650                       |  |  |                        |                        |                         |                         |                         |                         |                         |                         |                                           |                                           | Pyem et autres fils tués lorsd'une bataille contre les Dinka. | Pyem et autres fils tués lorsd'une bataille contre les Dinka. | Pyem et autres fils tués lorsd'une bataille contre les Dinka. | Pyem et autres fils tués lorsd'une bataille contre les Dinka. | Pyem et autres fils tués lorsd'une bataille contre les Dinka. | Pyem et autres fils tués lorsd'une bataille contre les Dinka. |                                           |                                           |                                           |                                           |                                           |                                           |  |  |  |  |  |  |  |  |  |  |  |  |  |  |  |  |  |  |  |  |
|  |  |  |  |  |  |  |  | (7) Bwoc1650-1660                        | (7) Bwoc1650-1660                        | (7) Bwoc1650-1660                        | (7) Bwoc1650-1660                        | (7) Bwoc1650-1660                                 | (7) Bwoc1650-1660                        |  |  |                        |                        |                         |                         |                         |                         |                         |                         |                                           |                                           | Ororomembres exclus de la succession                          | Ororomembres exclus de la succession                          | Ororomembres exclus de la succession                          | Ororomembres exclus de la succession                          | Ororomembres exclus de la succession                          | Ororomembres exclus de la succession                          |                                           |                                           |                                           |                                           |                                           |                                           |  |  |  |  |  |  |  |  |  |  |  |  |  |  |  |  |  |  |  |  |
|  |  |  |  |  |  |  |  | (7) Bwoc1650-1660                        | (7) Bwoc1650-1660                        | (7) Bwoc1650-1660                        | (7) Bwoc1650-1660                        | (7) Bwoc1650-1660                                 | (7) Bwoc1650-1660                        |  |  |                        |                        |                         |                         |                         |                         |                         |                         |                                           |                                           | Ororomembres exclus de la succession                          | Ororomembres exclus de la succession                          | Ororomembres exclus de la succession                          | Ororomembres exclus de la succession                          | Ororomembres exclus de la succession                          | Ororomembres exclus de la succession                          |                                           |                                           |                                           |                                           |                                           |                                           |  |  |  |  |  |  |  |  |  |  |  |  |  |  |  |  |  |  |  |  |
|  |  |  |  |  |  |  |  |                                          |                                          |                                          |                                          |                                                   |                                          |  |  |                        |                        |                         |                         |                         |                         |                         |                         |                                           |                                           |                                                               |                                                               |                                                               |                                                               |                                                               |                                                               |                                           |                                           |                                           |                                           |                                           |                                           |  |  |  |  |  |  |  |  |  |  |  |  |  |  |  |  |  |  |  |  |
|  |  |  |  |  |  |  |  | (8) reine Abudok1660-1670                | (8) reine Abudok1660-1670                | (8) reine Abudok1660-1670                | (8) reine Abudok1660-1670                | (8) reine Abudok1660-1670                         | (8) reine Abudok1660-1670                |  |  |                        |                        | (9) Tokot1670-1690      | (9) Tokot1670-1690      | (9) Tokot1670-1690      | (9) Tokot1670-1690      | (9) Tokot1670-1690      | (9) Tokot1670-1690      |                                           |                                           |                                                               |                                                               |                                                               |                                                               |                                                               |                                                               |                                           |                                           |                                           |                                           |                                           |                                           |  |  |  |  |  |  |  |  |  |  |  |  |  |  |  |  |  |  |  |  |
|  |  |  |  |  |  |  |  | (8) reine Abudok1660-1670                | (8) reine Abudok1660-1670                | (8) reine Abudok1660-1670                | (8) reine Abudok1660-1670                | (8) reine Abudok1660-1670                         | (8) reine Abudok1660-1670                |  |  |                        |                        | (9) Tokot1670-1690      | (9) Tokot1670-1690      | (9) Tokot1670-1690      | (9) Tokot1670-1690      | (9) Tokot1670-1690      | (9) Tokot1670-1690      |                                           |                                           |                                                               |                                                               |                                                               |                                                               |                                                               |                                                               |                                           |                                           |                                           |                                           |                                           |                                           |  |  |  |  |  |  |  |  |  |  |  |  |  |  |  |  |  |  |  |  |
|  |  |  |  |  |  |  |  |                                          |                                          |                                          |                                          |                                                   |                                          |  |  |                        |                        | (10) Tugo1690-1710      |                         |                         |                         |                         |                         |                                           |                                           |                                                               |                                                               |                                                               |                                                               |                                                               |                                                               |                                           |                                           |                                           |                                           |                                           |                                           |  |  |  |  |  |  |  |  |  |  |  |  |  |  |  |  |  |  |  |  |
|  |  |  |  |  |  |  |  |                                          |                                          |                                          |                                          |                                                   |                                          |  |  |                        |                        |                         |                         |                         |                         |                         |                         |                                           |                                           |                                                               |                                                               |                                                               |                                                               |                                                               |                                                               |                                           |                                           |                                           |                                           |                                           |                                           |  |  |  |  |  |  |  |  |  |  |  |  |  |  |  |  |  |  |  |  |
|  |  |  |  |  |  |  |  |                                          |                                          |                                          |                                          |                                                   |                                          |  |  |                        |                        |                         |                         |                         |                         |                         |                         |                                           |                                           |                                                               |                                                               |                                                               |                                                               |                                                               |                                                               |                                           |                                           |                                           |                                           |                                           |                                           |  |  |  |  |  |  |  |  |  |  |  |  |  |  |  |  |  |  |  |  |
|  |  |  |  |  |  |  |  | (11) Okon1710-1715                       | (11) Okon1710-1715                       | (11) Okon1710-1715                       | (11) Okon1710-1715                       | (11) Okon1710-1715                                | (11) Okon1710-1715                       |  |  |                        |                        | (12) Nyadwai1715-1745   | (12) Nyadwai1715-1745   | (12) Nyadwai1715-1745   | (12) Nyadwai1715-1745   | (12) Nyadwai1715-1745   | (12) Nyadwai1715-1745   |                                           |                                           |                                                               |                                                               |                                                               |                                                               |                                                               |                                                               |                                           |                                           |                                           |                                           |                                           |                                           |  |  |  |  |  |  |  |  |  |  |  |  |  |  |  |  |  |  |  |  |
|  |  |  |  |  |  |  |  | (11) Okon1710-1715                       | (11) Okon1710-1715                       | (11) Okon1710-1715                       | (11) Okon1710-1715                       | (11) Okon1710-1715                                | (11) Okon1710-1715                       |  |  |                        |                        | (12) Nyadwai1715-1745   | (12) Nyadwai1715-1745   | (12) Nyadwai1715-1745   | (12) Nyadwai1715-1745   | (12) Nyadwai1715-1745   | (12) Nyadwai1715-1745   |                                           |                                           |                                                               |                                                               |                                                               |                                                               |                                                               |                                                               |                                           |                                           |                                           |                                           |                                           |                                           |  |  |  |  |  |  |  |  |  |  |  |  |  |  |  |  |  |  |  |  |
|  |  |  |  |  |  |  |  |                                          |                                          |                                          |                                          |                                                   |                                          |  |  |                        |                        |                         |                         |                         |                         |                         |                         |                                           |                                           |                                                               |                                                               |                                                               |                                                               |                                                               |                                                               |                                           |                                           |                                           |                                           |                                           |                                           |  |  |  |  |  |  |  |  |  |  |  |  |  |  |  |  |  |  |  |  |
|  |  |  |  |  |  |  |  | (16) Kudit1770-1780                      | (16) Kudit1770-1780                      | (16) Kudit1770-1780                      | (16) Kudit1770-1780                      | (16) Kudit1770-1780                               | (16) Kudit1770-1780                      |  |  | (13) Muko1745-1750     | (13) Muko1745-1750     | (13) Muko1745-1750      | (13) Muko1745-1750      | (13) Muko1745-1750      | (13) Muko1745-1750      |                         |                         | (14) Wak1750-1760                         | (14) Wak1750-1760                         | (14) Wak1750-1760                                             | (14) Wak1750-1760                                             | (14) Wak1750-1760                                             | (14) Wak1750-1760                                             |                                                               |                                                               | (15) Tyelgut1760-1770                     | (15) Tyelgut1760-1770                     | (15) Tyelgut1760-1770                     | (15) Tyelgut1760-1770                     | (15) Tyelgut1760-1770                     | (15) Tyelgut1760-1770                     |  |  |  |  |  |  |  |  |  |  |  |  |  |  |  |  |  |  |  |  |
|  |  |  |  |  |  |  |  | (16) Kudit1770-1780                      | (16) Kudit1770-1780                      | (16) Kudit1770-1780                      | (16) Kudit1770-1780                      | (16) Kudit1770-1780                               | (16) Kudit1770-1780                      |  |  | (13) Muko1745-1750     | (13) Muko1745-1750     | (13) Muko1745-1750      | (13) Muko1745-1750      | (13) Muko1745-1750      | (13) Muko1745-1750      |                         |                         | (14) Wak1750-1760                         | (14) Wak1750-1760                         | (14) Wak1750-1760                                             | (14) Wak1750-1760                                             | (14) Wak1750-1760                                             | (14) Wak1750-1760                                             |                                                               |                                                               | (15) Tyelgut1760-1770                     | (15) Tyelgut1760-1770                     | (15) Tyelgut1760-1770                     | (15) Tyelgut1760-1770                     | (15) Tyelgut1760-1770                     | (15) Tyelgut1760-1770                     |  |  |  |  |  |  |  |  |  |  |  |  |  |  |  |  |  |  |  |  |
|  |  |  |  |  |  |  |  | (17) Nyakwac1780-1820                    |                                          |                                          |                                          |                                                   |                                          |  |  |                        |                        |                         |                         |                         |                         |                         |                         |                                           |                                           |                                                               |                                                               |                                                               |                                                               |                                                               |                                                               |                                           |                                           |                                           |                                           |                                           |                                           |  |  |  |  |  |  |  |  |  |  |  |  |  |  |  |  |  |  |  |  |
|  |  |  |  |  |  |  |  |                                          |                                          |                                          |                                          |                                                   |                                          |  |  |                        |                        |                         |                         |                         |                         |                         |                         |                                           |                                           |                                                               |                                                               |                                                               |                                                               |                                                               |                                                               |                                           |                                           |                                           |                                           |                                           |                                           |  |  |  |  |  |  |  |  |  |  |  |  |  |  |  |  |  |  |  |  |
|  |  |  |  |  |  |  |  |                                          |                                          |                                          |                                          |                                                   |                                          |  |  |                        |                        |                         |                         |                         |                         |                         |                         |                                           |                                           |                                                               |                                                               |                                                               |                                                               |                                                               |                                                               |                                           |                                           |                                           |                                           |                                           |                                           |  |  |  |  |  |  |  |  |  |  |  |  |  |  |  |  |  |  |  |  |
|  |  |  |  |  |  |  |  | (18) Aney1820-1825                       | (18) Aney1820-1825                       | (18) Aney1820-1825                       | (18) Aney1820-1825                       | (18) Aney1820-1825                                | (18) Aney1820-1825                       |  |  | (19) Akwot1825-1835    | (19) Akwot1825-1835    | (19) Akwot1825-1835     | (19) Akwot1825-1835     | (19) Akwot1825-1835     | (19) Akwot1825-1835     |                         |                         | (20) Awin1835-1840                        | (20) Awin1835-1840                        | (20) Awin1835-1840                                            | (20) Awin1835-1840                                            | (20) Awin1835-1840                                            | (20) Awin1835-1840                                            |                                                               |                                                               | (22) Nyidok1845-1863                      | (22) Nyidok1845-1863                      | (22) Nyidok1845-1863                      | (22) Nyidok1845-1863                      | (22) Nyidok1845-1863                      | (22) Nyidok1845-1863                      |  |  |  |  |  |  |  |  |  |  |  |  |  |  |  |  |  |  |  |  |
|  |  |  |  |  |  |  |  | (18) Aney1820-1825                       | (18) Aney1820-1825                       | (18) Aney1820-1825                       | (18) Aney1820-1825                       | (18) Aney1820-1825                                | (18) Aney1820-1825                       |  |  | (19) Akwot1825-1835    | (19) Akwot1825-1835    | (19) Akwot1825-1835     | (19) Akwot1825-1835     | (19) Akwot1825-1835     | (19) Akwot1825-1835     |                         |                         | (20) Awin1835-1840                        | (20) Awin1835-1840                        | (20) Awin1835-1840                                            | (20) Awin1835-1840                                            | (20) Awin1835-1840                                            | (20) Awin1835-1840                                            |                                                               |                                                               | (22) Nyidok1845-1863                      | (22) Nyidok1845-1863                      | (22) Nyidok1845-1863                      | (22) Nyidok1845-1863                      | (22) Nyidok1845-1863                      | (22) Nyidok1845-1863                      |  |  |  |  |  |  |  |  |  |  |  |  |  |  |  |  |  |  |  |  |
|  |  |  |  |  |  |  |  |                                          |                                          |                                          |                                          |                                                   |                                          |  |  |                        |                        |                         |                         |                         |                         |                         |                         |                                           |                                           |                                                               |                                                               |                                                               |                                                               |                                                               |                                                               |                                           |                                           |                                           |                                           |                                           |                                           |  |  |  |  |  |  |  |  |  |  |  |  |  |  |  |  |  |  |  |  |
|  |  |  |  |  |  |  |  | (21) Akoc1840-1845                       | (21) Akoc1840-1845                       | (21) Akoc1840-1845                       | (21) Akoc1840-1845                       | (21) Akoc1840-1845                                | (21) Akoc1840-1845                       |  |  | (23) Kwathker1863-1870 | (23) Kwathker1863-1870 | (23) Kwathker1863-1870  | (23) Kwathker1863-1870  | (23) Kwathker1863-1870  | (23) Kwathker1863-1870  |                         |                         | (24) Ajang1869-1875                       | (24) Ajang1869-1875                       | (24) Ajang1869-1875                                           | (24) Ajang1869-1875                                           | (24) Ajang1869-1875                                           | (24) Ajang1869-1875                                           |                                                               |                                                               | (27) Kur1892-1903                         | (27) Kur1892-1903                         | (27) Kur1892-1903                         | (27) Kur1892-1903                         | (27) Kur1892-1903                         | (27) Kur1892-1903                         |  |  |  |  |  |  |  |  |  |  |  |  |  |  |  |  |  |  |  |  |
|  |  |  |  |  |  |  |  | (21) Akoc1840-1845                       | (21) Akoc1840-1845                       | (21) Akoc1840-1845                       | (21) Akoc1840-1845                       | (21) Akoc1840-1845                                | (21) Akoc1840-1845                       |  |  | (23) Kwathker1863-1870 | (23) Kwathker1863-1870 | (23) Kwathker1863-1870  | (23) Kwathker1863-1870  | (23) Kwathker1863-1870  | (23) Kwathker1863-1870  |                         |                         | (24) Ajang1869-1875                       | (24) Ajang1869-1875                       | (24) Ajang1869-1875                                           | (24) Ajang1869-1875                                           | (24) Ajang1869-1875                                           | (24) Ajang1869-1875                                           |                                                               |                                                               | (27) Kur1892-1903                         | (27) Kur1892-1903                         | (27) Kur1892-1903                         | (27) Kur1892-1903                         | (27) Kur1892-1903                         | (27) Kur1892-1903                         |  |  |  |  |  |  |  |  |  |  |  |  |  |  |  |  |  |  |  |  |
|  |  |  |  |  |  |  |  |                                          |                                          |                                          |                                          |                                                   |                                          |  |  |                        |                        |                         |                         |                         |                         |                         |                         |                                           |                                           |                                                               |                                                               |                                                               |                                                               |                                                               |                                                               |                                           |                                           |                                           |                                           |                                           |                                           |  |  |  |  |  |  |  |  |  |  |  |  |  |  |  |  |  |  |  |  |
|  |  |  |  |  |  |  |  | (26) Yor1882-1892                        | (26) Yor1882-1892                        | (26) Yor1882-1892                        | (26) Yor1882-1892                        | (26) Yor1882-1892                                 | (26) Yor1882-1892                        |  |  | (25) Kuikon1876-1882   | (25) Kuikon1876-1882   | (25) Kuikon1876-1882    | (25) Kuikon1876-1882    | (25) Kuikon1876-1882    | (25) Kuikon1876-1882    |                         |                         | (28) Fadietintr: 1903†: 22.02.1917        | (28) Fadietintr: 1903†: 22.02.1917        | (28) Fadietintr: 1903†: 22.02.1917                            | (28) Fadietintr: 1903†: 22.02.1917                            | (28) Fadietintr: 1903†: 22.02.1917                            | (28) Fadietintr: 1903†: 22.02.1917                            |                                                               |                                                               | (30) Aneyintr: 15.03.1944†: 10.11.1945    | (30) Aneyintr: 15.03.1944†: 10.11.1945    | (30) Aneyintr: 15.03.1944†: 10.11.1945    | (30) Aneyintr: 15.03.1944†: 10.11.1945    | (30) Aneyintr: 15.03.1944†: 10.11.1945    | (30) Aneyintr: 15.03.1944†: 10.11.1945    |  |  |  |  |  |  |  |  |  |  |  |  |  |  |  |  |  |  |  |  |
|  |  |  |  |  |  |  |  | (26) Yor1882-1892                        | (26) Yor1882-1892                        | (26) Yor1882-1892                        | (26) Yor1882-1892                        | (26) Yor1882-1892                                 | (26) Yor1882-1892                        |  |  | (25) Kuikon1876-1882   | (25) Kuikon1876-1882   | (25) Kuikon1876-1882    | (25) Kuikon1876-1882    | (25) Kuikon1876-1882    | (25) Kuikon1876-1882    |                         |                         | (28) Fadietintr: 1903†: 22.02.1917        | (28) Fadietintr: 1903†: 22.02.1917        | (28) Fadietintr: 1903†: 22.02.1917                            | (28) Fadietintr: 1903†: 22.02.1917                            | (28) Fadietintr: 1903†: 22.02.1917                            | (28) Fadietintr: 1903†: 22.02.1917                            |                                                               |                                                               | (30) Aneyintr: 15.03.1944†: 10.11.1945    | (30) Aneyintr: 15.03.1944†: 10.11.1945    | (30) Aneyintr: 15.03.1944†: 10.11.1945    | (30) Aneyintr: 15.03.1944†: 10.11.1945    | (30) Aneyintr: 15.03.1944†: 10.11.1945    | (30) Aneyintr: 15.03.1944†: 10.11.1945    |  |  |  |  |  |  |  |  |  |  |  |  |  |  |  |  |  |  |  |  |
|  |  |  |  |  |  |  |  | (29) Fafitiintr: 17.01.1918†: 21.09.1943 | (29) Fafitiintr: 17.01.1918†: 21.09.1943 | (29) Fafitiintr: 17.01.1918†: 21.09.1943 | (29) Fafitiintr: 17.01.1918†: 21.09.1943 | (29) Fafitiintr: 17.01.1918†: 21.09.1943          | (29) Fafitiintr: 17.01.1918†: 21.09.1943 |  |  |                        |                        |                         |                         |                         |                         |                         |                         | (31) Dakintr: 04.01.1947†: 08.05.1951     | (31) Dakintr: 04.01.1947†: 08.05.1951     | (31) Dakintr: 04.01.1947†: 08.05.1951                         | (31) Dakintr: 04.01.1947†: 08.05.1951                         | (31) Dakintr: 04.01.1947†: 08.05.1951                         | (31) Dakintr: 04.01.1947†: 08.05.1951                         |                                                               |                                                               | (33) Ajangintr: février 1974†: 01.06.1992 | (33) Ajangintr: février 1974†: 01.06.1992 | (33) Ajangintr: février 1974†: 01.06.1992 | (33) Ajangintr: février 1974†: 01.06.1992 | (33) Ajangintr: février 1974†: 01.06.1992 | (33) Ajangintr: février 1974†: 01.06.1992 |  |  |  |  |  |  |  |  |  |  |  |  |  |  |  |  |  |  |  |  |
|  |  |  |  |  |  |  |  | (29) Fafitiintr: 17.01.1918†: 21.09.1943 | (29) Fafitiintr: 17.01.1918†: 21.09.1943 | (29) Fafitiintr: 17.01.1918†: 21.09.1943 | (29) Fafitiintr: 17.01.1918†: 21.09.1943 | (29) Fafitiintr: 17.01.1918†: 21.09.1943          | (29) Fafitiintr: 17.01.1918†: 21.09.1943 |  |  |                        |                        |                         |                         |                         |                         |                         |                         | (31) Dakintr: 04.01.1947†: 08.05.1951     | (31) Dakintr: 04.01.1947†: 08.05.1951     | (31) Dakintr: 04.01.1947†: 08.05.1951                         | (31) Dakintr: 04.01.1947†: 08.05.1951                         | (31) Dakintr: 04.01.1947†: 08.05.1951                         | (31) Dakintr: 04.01.1947†: 08.05.1951                         |                                                               |                                                               | (33) Ajangintr: février 1974†: 01.06.1992 | (33) Ajangintr: février 1974†: 01.06.1992 | (33) Ajangintr: février 1974†: 01.06.1992 | (33) Ajangintr: février 1974†: 01.06.1992 | (33) Ajangintr: février 1974†: 01.06.1992 | (33) Ajangintr: février 1974†: 01.06.1992 |  |  |  |  |  |  |  |  |  |  |  |  |  |  |  |  |  |  |  |  |
|  |  |  |  |  |  |  |  | (32) Kurintr: 09.02.1952†: juin 1974     | (32) Kurintr: 09.02.1952†: juin 1974     | (32) Kurintr: 09.02.1952†: juin 1974     | (32) Kurintr: 09.02.1952†: juin 1974     | (32) Kurintr: 09.02.1952†: juin 1974              | (32) Kurintr: 09.02.1952†: juin 1974     |  |  |                        |                        |                         |                         |                         |                         |                         |                         | (34) Kwongointr: 27.04.1992règne en cours | (34) Kwongointr: 27.04.1992règne en cours | (34) Kwongointr: 27.04.1992règne en cours                     | (34) Kwongointr: 27.04.1992règne en cours                     | (34) Kwongointr: 27.04.1992règne en cours                     | (34) Kwongointr: 27.04.1992règne en cours                     |                                                               |                                                               |                                           |                                           |                                           |                                           |                                           |                                           |  |  |  |  |  |  |  |  |  |  |  |  |  |  |  |  |  |  |  |  |